# Bel Nunes
Isabel Cristina de Araújo Nunes (sinh ngày 12 tháng 5 năm 1966), thường được gọi là Bel, là một cựu cầu thủ bóng đá người Brazil từng thi đấu trong vai trò là một cầu thủ chạy cánh hoặc tiền đạo cho đội tuyển bóng đá nữ quốc gia Brazil.

## Sự nghiệp câu lạc bộ
Trong khi chơi cho Inter, Bel được chú ý đến vì sức hấp dẫn thể chất của bà và được tuyên bố là cầu thủ đẹp nhất tại Cúp Brazil 1985. Bà được mô tả là "một biểu tượng sự gợi cảm của nữ tính trong bóng đá". Bà cũng là một cầu thủ có cách tấn công khéo léo, thường giống với nam cầu thủ Renato Portaluppi, người cũng đến từ Porto Alegre và mặc chiếc áo số 7. Bel được in chân dung trên trang bìa của Placar trong bốn dịp riêng biệt.
Năm 1987, Inter bãi bỏ đội tuyển bóng đá nữ và Bel chơi futsal cho các đội địa phương gọi là Bruxas và Chimarrão. Năm 1994, bà chuyển đến Torino thuộc giải Serie A nước Ý, nơi bà được cung cấp một chiếc xe và cư trú cùng với Antonella Carta. Bà trở lại Brazil vì lý do cá nhân chỉ sau ba tháng, khi một chuyện với chủ tịch câu lạc bộ Roberto Goveani "trở nên phức tạp". Mùa giải cuối cùng của câu lạc bộ bóng đá của bà là vào năm 2001 với Grêmio.

## Sự nghiệp quốc tế
Bel được sắp xếp và là một thành viên của đội tuyển Brazil tham dự giải vô địch bóng đá nữ năm 1995 ở Uberlândia. Bà ghi bàn trong chiến thắng 15–0 của đội với đối thủ Bolivia. Trong đội tuyển quốc gia, bà là thành viên dự bị cho các cầu thủ khác là Roseli de Belo và Pretinha.
Sau một cuộc tranh cãi với trưởng nhóm của Rosilene Gomes, Bel không được chọn tham gia Giải vô địch bóng đá nữ thế giới 1995 tổ chức tại Thụy Điển.